# Gestreepte pegelhoren
De gestreepte pegelhoren of stiefelslak (Simnia patula) is een slakkensoort uit de familie van de Ovulidae. De wetenschappelijke naam van de soort werd in 1777 als Bulla patula voor het eerst geldig gepubliceerd door Pennant.

## Beschrijving
De gestreepte pegelhoren is een kleine mariene huisjesslak tot 20 mm lang en 8 mm breed. Het heeft een dunne glanzende schelp die eenvoudig te herkennen is en karakteristieke vorm heft: de laatste winding omsluit de voorgaande windingen nagenoeg tot een geheel. De uiteinden zijn spits en gootvormig uitgetrokken. Bij kruipende dieren wordt de gestreepte mantel om de schelp geslagen. De kleur van de schelp kan wit, geel of roze zijn met een geel lichaam met bruine strepen en vlekken, voornamelijk op de mantel. Het oppervlak van de schelp lijkt glad, maar aan de uiteinden zit een fijne spiraalsculptuur.

## Verspreiding en leefgebied
De gestreepte pegelhoren is wijdverbreid in de noordoostelijke Atlantische Oceaan, onder meer aan de kusten van Zuidwest-Engeland en Wales, Ierland en delen van Schotland en Noordwest-Frankrijk. Hij leeft met name op de neteldieren die hij als gastheer verkiest, dodemansduim (Alcyonium digitatum), Eunicella verrucosa en Tubularia indivisa, waarmee hij zich voedt, op diepten onder de intergetijdenzone van ongeveer 15 tot 75 meter. Enige malen gemeld uit de Noordzee nabij het Nederlandse deel van de Doggersbank en in het gebied van de Klaverbank op de daar veel voorkomende dodemansduim.